# Stronger (filme)
Stronger (bra: O Que Te Faz Mais Forte; prt: Stronger - A Força de Viver ou Stronger - Força de Viver) é um filme estadunidense de 2017, do gênero drama biográfico, dirigido por David Gordon Green, com roteiro de John Pollono baseado no romance homônimo de Jeff Bauman e Bret Witter.
Estrelado por Jake Gyllenhaal, Tatiana Maslany, Miranda Richardson e Clancy Brown, estreou no Festival Internacional de Cinema de Toronto em 8 de setembro de 2017.

## Elenco
- Jake Gyllenhaal - Jeff Bauman
- Tatiana Maslany - Erin Hurley
- Miranda Richardson - Patty Bauman
- Richard Lane Jr. - Sully
- Clancy Brown - Jeff Bauman Sr.
- Frankie Shaw - Gail Hurley
- Jimmy LeBlanc - Larry
- Patty O'Neil - Jenn

## Recepção
No agregador de críticas Rotten Tomatoes, o filme tem uma taxa de aprovação de 90% com base em 190 comentários dos críticos que é seguido do consenso: "Stronger aumenta o poder de seu elenco bem escolhido para oferecer uma história baseada em fatos emocionalmente ressonante que transcende clichês dramáticos inspiradores." No Metacritic, o filme tem uma pontuação média ponderada de 76 fora de 100, com base em análises de 41 críticos, indicando "análises geralmente favoráveis". O público entrevistado pela CinemaScore deu ao filme uma nota média de "A−" em uma escala de A+ a F.